# 破損
| ウィキペディアには「破損」という見出しの百科事典記事はありません（タイトルに「破損」を含むページの一覧/「破損」で始まるページの一覧）。 代わりにウィクショナリーのページ「破損」が役に立つかもしれません。 |